# 120 نبضة في الدقيقة (فلم)
120 نبضة في الدقيقة هو فيلم درامي فرنسي من تأليف وإخراج روبن كامبيو صدر سنة 2017. حقق الفيلم نجاحا نقديا وجماهريا كبيرا مكتسحا عدة جوائز فنية أبرزها فوزه في مهرجان كان السينمائي 2017 بالجائزة الكبرى وجائزة نخلة أحرار الجنس، وجائزة فرانسوا-شالي وجائزة FIPRESCI، بالإضافة إلى جائزة الجمهور في مهرجان كابورغ السينمائي 2017.
سنة 2018 فاز الفيلم بجائزة سيزار لأفضل فيلم وأفضل ممثل مساعد وأفضل ممثل صاعد وأفضل سيناريو أصلي وأفضل مونتاج وأفضل موسيقى أصلية.

## طاقم العمل
- ناهويل بيريز بيسكايار
- أرنو فالوا
- أديل هاينيل
- أنطوان رينارتز

## روابط خارجية
- مقالات تستعمل روابط فنية بلا صلة مع ويكي بيانات